# Gele glanszweefvlieg
De gele glanszweefvlieg (Callicera aenea) is een vliegensoort uit de familie van de zweefvliegen (Syrphidae). De wetenschappelijke naam van de soort is voor het eerst geldig gepubliceerd in 1777 door Fabricius.